# Sinabun
Sinabun is een bestuurslaag in het regentschap Buleleng van de provincie Bali, Indonesië. Sinabun telt 4911 inwoners (volkstelling 2010).